# Дотком, Ким
Ким Дотком (нем. Kim Dotcom, при рождении Шмиц, нем. Schmitz, Kimble или Kim Tim Jim Vestor; 21 января 1974, Киль, Германия) — немецко-финский предприниматель, бывший владелец крупнейшего файлообменника Megaupload, с января по сентябрь 2013 года — владелец нового файлообменника Mega.
Был арестован 19 января 2012 года в Новой Зеландии по запросу ФБР, но 22 февраля отпущен под залог. Власти США инкриминировали предпринимателю вымогательство, отмывание денег и массовые нарушения авторских прав и добивались его экстрадиции в США (слушания по экстрадиции проходили в августе 2012 года, но не увенчались успехом). В феврале 2017 года Верховный суд Новой Зеландии санкционировал экстрадицию основателя сайта Megaupload Кима Доткома в США.

## Биография
Родился 21 января 1974 года в Киле в немецко-финской семье. Имеет два гражданства — немецкое (по отцу) и финское (по матери). Вырос в Германии, в зрелом возрасте основал компанию по защите информации, которую позднее продал за большую сумму. В 2005 году сменил фамилию на Дотком, созвучную с доменом .com.
В Германии Ким Дотком получил приговор за использование инсайдерской информации. Его мать, сестра и брат в настоящее время живут в городе Турку (Финляндия).
19 января 2012 года предприниматель был арестован в Новой Зеландии, где, как и в Гонконге, имеет вид на жительство, но 22 февраля отпущен под залог.
19 января 2013 года запустил новый файлообменник Mega. 4 сентября 2013 года ушёл с должности директора, а в июле 2015 года заявил, что больше не имеет отношения к Mega.
20 января 2014 года Дотком запустил бета-версию нового музыкального интернет-магазина Baboom.
В конце ноября 2014 года в ходе конференции unBound Digital в Лондоне сообщил о своём банкротстве. Большая часть денежных средств предпринимателя была направлена на адвокатов, на услуги которых он потратил 10 млн долларов. По его собственным словам, «мой образ жизни сделал меня лёгкой добычей», так как «очень тяжело не мозолить глаза, когда путешествуешь на суперъяхте, у которой на борту надписи „Бог“, „Укуренный“ и „Мафия“».
Во время Российско-украинской войны неоднократно распространял антиукраинскую пропаганду.
В августе 2024 года суд Новой Зеландии постановил экстрадировать Доткома в США, где ему были предъявлены обвинения по 13 пунктам. Министр юстиции Пол Голдсмит подписал приказ об экстрадиции 15 августа. Судебные тяжбы с властями Новой Зеландии длились более двенадцати лет.

## Увлечения
- Является постоянным игроком в игры серии Call of Duty и до своего ареста был номером 1 в мировом рейтинге Call of Duty: Modern Warfare 3 по играм в режиме «Каждый сам за себя»[20].